# Iglesia de Nuestra Señora del Manzano (Castrojeriz)
La Colegiata de Santa María del Manzano de Castrojeriz es un templo católico situado en el municipio de Castrojeriz, en la provincia de Burgos. El edificio actual comenzó a construirse en el año 1214, por voluntad de la reina Berenguela de Castilla, hija de Alfonso VIII de Castilla y madre de Fernando III el Santo.
Se encuentra al pie del cerro en el que se halla el castillo de Castrojeriz, y ostentó en el pasado el rango de colegiata.
El 25 de abril de 1974 fue declarada Bien de Interés Cultural (RI-51-0003934).
En 2015, en la aprobación por la Unesco de la ampliación del Camino de Santiago en España a «Caminos de Santiago de Compostela: Camino francés y Caminos del Norte de España», España envió como documentación un «Inventario Retrospectivo - Elementos Asociados» (Retrospective Inventory - Associated Components) en el que en el n.º 1193 figura la Colegiata de Nuestra Señora de El Manzano.

## Historia

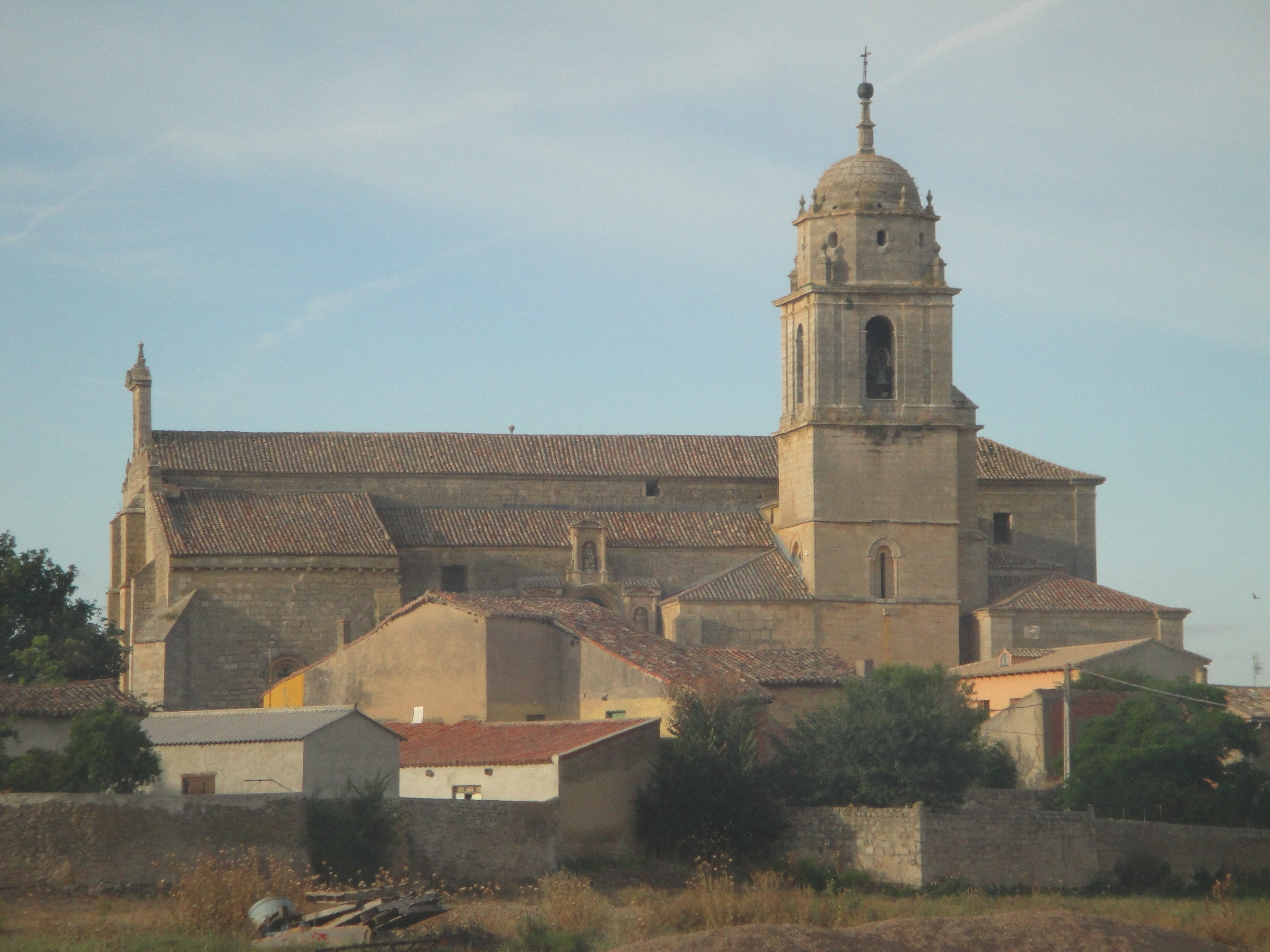
Vista de la iglesia de Nuestra Señora del Manzano de Castrojeriz.

Se desconocen los orígenes del templo, aunque en el siglo X el conde Garcí Fernández otorgó un privilegio a los canónigos de la colegiata, en el que se autorizaba a los canónigos a levantar casas con torre y fortalezas en el municipio de Castrojeriz, al que el conde Garcí Fernández otorgó sus fueros en el año 974.
En el mismo privilegio, el conde equiparó a los canónigos con los caballeros villanos de la villa y estableció que los canónigos y clérigos de Castrojeriz podrían tener quinientos sueldos como los Fijos dalgo de Castilla, que si alguien los injuriase o hiciere violencia en sus moradas debería pagar una multa de quinientos sueldos, y que si alguien matase o hiriese a algún canónigo o religioso de Castrojeriz debería entregar una suma de quinientos sueldos a los parientes de la víctima. Dicho privilegio fue confirmado, según refiere el Enrique Flórez en su obra España Sagrada, por el rey Fernando IV de Castilla en 1299, durante el periodo de la minoría de edad del rey.
En 1050 fue vinculada al monasterio de San Millán de la Cogolla, ubicado en La Rioja, por el rey García Sánchez III de Navarra, y pasó a llamarse abadía de Santa María de Castro. No obstante, cuando el monarca navarro perdió sus posesiones castellanas la colegiata permaneció como abadía exenta durante varias décadas, hasta que durante el reinado de Alfonso VII el Emperador fue vinculada a la catedral de Burgos por dicho monarca, que concedió al abad de Castrojeriz el rango de dignidad en la catedral y le permitió ocupar la décima silla del coro de la catedral burgalesa. En 1173, durante el reinado de Alfonso VIII, la colegiata se secularizó y abandonó la regla de San Benito.
A finales del siglo XV y principios del siglo XVI la colegiata del Manzano sufrió algunas reformas, como la transformación de algunas de sus bóvedas y la ejecución del rosetón de la portada principal. En el siglo XVIII se reformaron la fábrica y la cabecera de la iglesia, la torre y las cubiertas del templo, y se construyó la capilla de la Virgen del Manzano, la sacristía de los capellanes, la sacristía de los canónigos, la cripta condal, un nuevo ábside y el coro. En las obras intervino el arquitecto vizcaíno Juan de Sagarvinaga.
En el siglo XVIII, según refiere el padre Flórez en la España Sagrada, eran oficiadas misas en el templo en memoria de Alfonso VII el Emperador, de Sancho IV de Castilla y de su esposa la reina María de Molina, y de Fernando IV de Castilla y de su esposa, la reina Constanza de Portugal. El mismo autor refiere que en el siglo XVIII el cabildo de la colegiata de Nuestra Señora del Manzano se hallaba compuesto por el abad, doce canónigos, tres dignidades y ocho racioneros.

## Descripción de la iglesia

### Exterior del templo
La portada principal de la iglesia es de estilo gótico, se encuentra situada a los pies del templo y se dispone a modo de arco abocinado, con arquivoltas y baquetones con basa y capiteles de motivos vegetales. A ambos lados se encuentran colocadas dos esculturas de piedra del siglo XIII, y representan a la Virgen María y al arcángel San Gabriel, cubiertas con doseles y sustentadas por ménsulas. En el rosetón de la portada principal, que fue recientemente restaurado, aparece representado Dios en actitud de bendecir, y rodeado por los apóstoles. En el borde del rosetón aparecen los símbolos de los cuatro evangelistas junto a cabezas de ángeles y el escudo del donante.
La portada de la fachada sur de la iglesia es de estilo renacentista. La base de la torre de la iglesia es de estilo románico, aunque en el siglo XVIII fue reformada, pues en el año 1746 se le añadió a la torre el cuerpo de campanas.
El ábside primitivo de la iglesia desapareció tras la reformas llevadas a cabo en el templo en el siglo XVIII, cuando fue sustituido por la actual cabecera rectangular.

### Interior del templo
Aunque el edificio fue concluido en estilo gótico, la presencia del estilo románico se aprecia en algunos puntos. La iglesia, edificada toda ella en sillería de piedra, es de tres naves, contando con cinco tramos, siendo la nave central, que mide alrededor de diecisiete metros, de mayor altura que las otras dos. Las anchuras de la nave mayor y laterales están en proporción de dos a uno. Las naves laterales, que rematan en cabecera plana, cuentan con arcos formeros tardorrománicos y bóvedas góticas de piedra.
Los retablos más antiguos conservados en el interior del templo son los de Cristo crucificado, obra de finales del siglo XVI, y el de Santiago Apóstol, ejecutado en el siglo XVII. El resto de los retablos de la iglesia datan del siglo XVIII.
El retablo mayor fue ejecutado en 1760, merced al mecenazgo de los condes de Ribadavia. En él se encuentran colocadas una serie de pinturas, representando La Anunciación, La Visitación, el Nacimiento de Cristo, la Presentación de Jesús en el Templo, el Niño Jesús entre los doctores y, en el remate del retablo, San Juan Bautista. La Anunciación fue pintada por Anton Rafael Mengs, mientras que el resto de las pinturas que componen el retablo han sido atribuidas a varios discípulos suyos, entre los que se cuentan Mariano Salvador Maella y Francisco Bayeu.
Entre el mobiliario del templo realizado en el siglo XVIII destacan la sillería coral, que fue realizada en torno al año 1776, el facistol, colocado en el coro, y el órgano de la iglesia, de estilo Neoclásico, que fue realizado alrededor de 1790.
El coro está situado en la nave mayor de la iglesia, y se cierra mediante una reja renacentista. En el trascoro se halla un lienzo de La Virgen de las Cerezas, obra atribuida al pintor flamenco Pieter Pourbus.
La imagen de Nuestra Señora del Manzano, realizada en piedra policromada, se encuentra en la capilla que lleva su nombre, construida en el siglo XVIII. La Virgen María aparece representada de pie y vestida con túnica azul, salpicada de estrellas, y recubierta con un manto recogido en su cintura. La Virgen sujeta al Niño Jesús con el brazo izquierdo, al tiempo que con su mano derecha acaricia el pie del Niño, que aparece vestido con una túnica roja. La Virgen aparece coronada, y en su pecho porta un camafeo en el que aparece grabada la letra «T».

#### Capilla de Nuestra Señora del Manzano
Fue construida en el siglo XVIII por el arquitecto Juan de Sagarvinaga, discípulo y seguidor de Ventura Rodríguez. Los tres retablos colocados en la capilla fueron realizados por Francisco Díez de Mata, aunque los dos retablos colaterales de la capilla, en los que se veneran imágenes procedentes del desaparecido Monasterio de San Antón de Castrojeriz, quedaron sin dorar.
El retablo central de la capilla, de estilo barroco, y en el que se encuentra alojada la imagen de Nuestra Señora del Manzano, fue dorado por el pintor burgalés Martínez del Barranco, quien fue discípulo de Mengs.
Destacar que a la imagen de la Virgen del Manzano, se le dedicaron una serie de Cantigas: la 242, sobre El cantero de Castrojeriz, que narra cómo un maestro en la colocación de sillares es salvado por la Virgen al fallarle el equilibrio y quedar colgado de las uñas. La 249, sobre el Maestre que trabajaba en la Iglesia. La cantiga 252, Salvados de la arena en Castrojeriz. Y la cantiga 266, de La viga de madera de Castrojeriz, que relata la caída durante la misa de una viga sin que nadie resultara herido.

#### Sepulcro de la reina Leonor de Castilla
Junto al baptisterio de la iglesia se conserva un sepulcro de estilo gótico en el que se supone que yacen los restos mortales de la reina Leonor de Castilla, hija de Fernando IV y hermana de Alfonso XI, quien fue asesinada en 1359 en Castrojeriz por orden de su sobrino, Pedro I de Castilla. El sepulcro atribuido a la reina Leonor se encuentra ubicado a los pies de la Colegiata, cerca del baptisterio, y fue descubierto, pues estaba oculto tras una pared de adobe, en junio de 1970, por el Grupo de Misión Rescate de la Agrupación Escolar Marqués de Camarasa.
Desde el momento de su hallazgo, el sepulcro fue atribuido por los expertos a la reina Leonor, pues la factura del sepulcro se corresponde con otros sepulcros realizados a mediados del siglo XIV, así como por el hecho de que sobre su tapa apareciera esculpida la imagen yacente de una mujer. Se tenía constancia además de que la reina había sido inhumada en dicho sepulcro, y que éste había estado colocado hasta el siglo XVIII en el lado del Evangelio del Altar Mayor, y de que había sido trasladado a su ubicación actual al hacer la cripta para el enterramiento de los condes de Castro, obra efectuada en el siglo XVIII.
La suposición de que en dicho sepulcro recibieron sepultura los restos de la reina Leonor aparece respaldada por el hecho de que ciertos documentos hallados refieren que la reina recibió sepultura en la colegiata de Castrojeriz, después de su asesinato en 1359, y que sus restos fueron depositados en un sepulcro del templo.
No obstante lo anterior, existen otros dos lugares que se adjudican la posesión de los restos de la reina Leonor de Castilla; la catedral de la Seu Vella de Lérida y el monasterio de las Huelgas de Burgos, lugar de sepultura de numerosos miembros de la realeza castellano-leonesa.

## Museo
Actualmente alberga un museo de objetos relacionados con el culto cristiano. Se pueden apreciar multitud figuras de madera, alguna de ellas tallada en el siglo XIV. También expone, cuadros, libros, cálices, y otros objetos. La visita está sobre todo enfocada a los peregrinos que realizan el Camino de Santiago y pasan por delante de sus puertas.